# 광장의 신학
광장의 신학 (Public theology, 공적 신학)은 일반 은총에 근거하여 기독교인들이 교회와 사회의 일반적인 관심에 대하여 참여와 대화를 추구하는 신학이다. 공공 신학 혹은 공적 신학이라고 부르기도 한다. 좀더 신학적 특징에 가까운 용어로 광장의 신학이라고 학자들이 사용하고 있다. 기독교 신학은 사회를 향해서 말하기만 하는 것이 아니라 사회와 더불어 대화한다.  이것은 공적으로 이해될수 있으며, 공적 토론과 비판적 질문을 갖는 방법으로 제시되어야 한다.

## 주제의 발전
공적 신학을 처음으로 만든 학자는 시민 종교에 반대한 마르틴 마티(Martin Marty)이다. 시민종교는 일반적으로 국가와 종교의 관계에서 종교에 더 치우치지만, 공적 신학은 기독교인의 관점에 뿌리를 가지고 사회와 국가에서 기독교인들의 공헌에 더욱더 정체성을 둔다.
데이비드 트레시(David Tracy)도 공적 신학에서 공적인것이 무엇인가에 질문을 던진다,.

## 같이 보기
- 해방신학